# Władysław Gwiazda

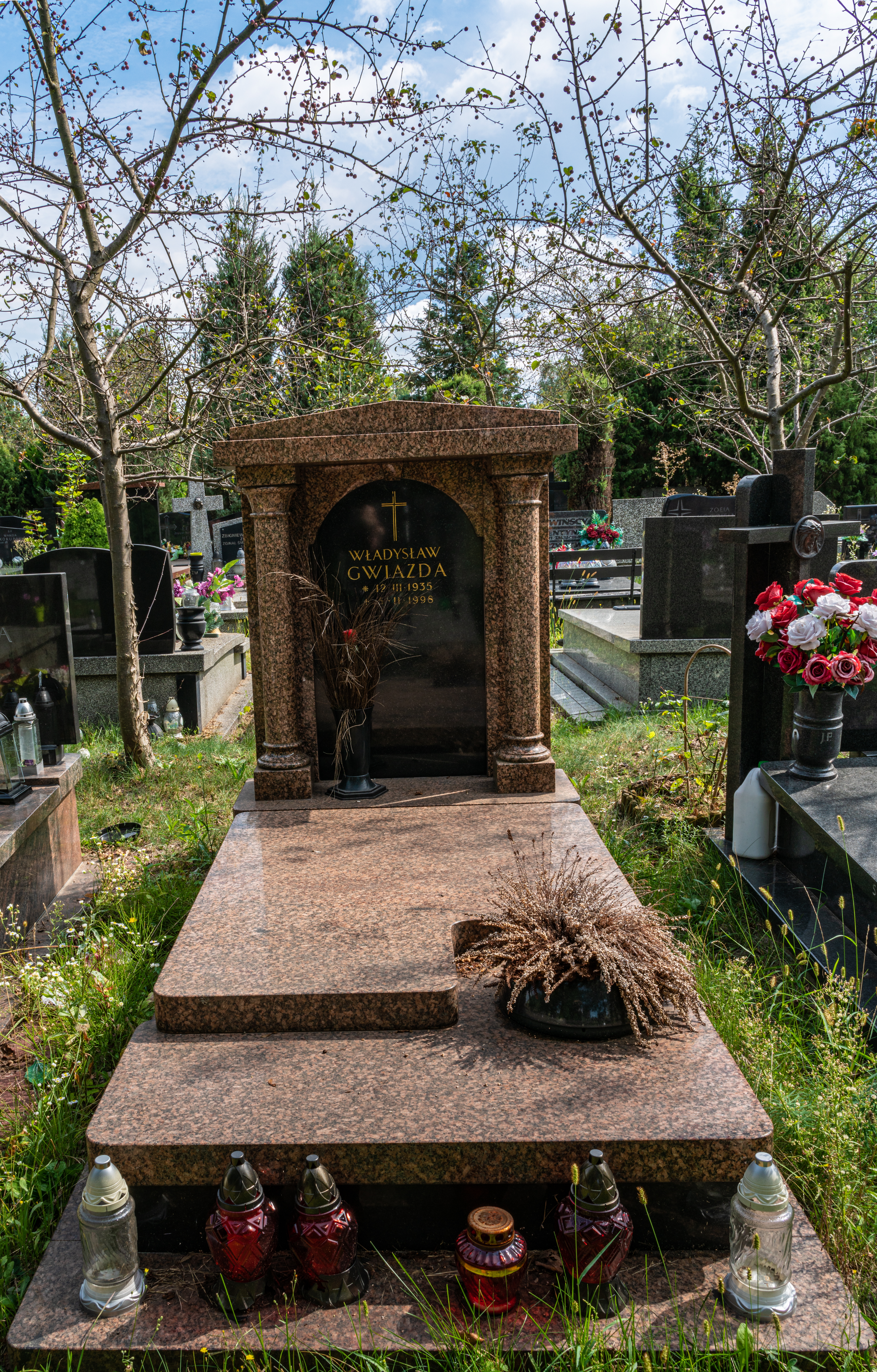
Grób Władysława Gwiazdy na cmentarzu Komunalnym Północnym w Warszawie

Władysław Włodzimierz Gwiazda (ur. 12 marca 1935 w Starogardzie Gdańskim, zm. 5 lutego 1998) – ekonomista i polityk. wicepremier (1985–1987) i minister współpracy gospodarczej z zagranicą (1987–1988) w rządzie Zbigniewa Messnera, ambasador PRL/RP w Holandii

## Życiorys
Syn Ignacego i Wandy. W latach 1949–1956 należał do Związku Młodzieży Polskiej, 15 grudnia 1955 wstąpił do Polskiej Zjednoczonej Partii Robotniczej. W 1957 ukończył studia na Wydziale Handlu Zagranicznego Szkoły Głównej Planowania i Statystyki w Warszawie, po czym do 1960 pracował w Centrali Handlu Zagranicznego „Motoimport”. Od 1960 do 1964 był kierownikiem działu w Biurze Radcy Handlowego w Moskwie. W latach 1964–1971 i 1973–1985 pracował w administracji, w tym w randze podsekretarza stanu w Ministerstwie Handlu Zagranicznego (w  1974–1981 Ministerstwo Handlu Zagranicznego i Gospodarki Morskiej). W 1985 w rządzie Zbigniewa Messnera objął stanowisko Wiceprezesa Rady Ministrów, kierował Komitetem Rady Ministrów ds. Stosunków Gospodarczych z Zagranicą (do 1987 roku). W latach 1987–1988 był ministrem współpracy gospodarczej z zagranicą.
Pełnił funkcje dyplomatyczne, od 1971 do 1973 jako radca handlowy Ambasady PRL w Moskwie, 1985–1988 był stały przedstawicielem Polski w Radzie Wzajemnej Pomocy Gospodarczej w Moskwie. Od listopada 1988 do 1991 ambasador PRL w Holandii.
Pochowany na cmentarzu komunalnym Północnym w Warszawie (S-VIII-4, 8, 11).

## Wybrane odznaczenia
- Krzyż Komandorski Orderu Odrodzenia Polski
- Krzyż Oficerski Orderu Odrodzenia Polski
- Krzyż Kawalerski Orderu Odrodzenia Polski
- Złoty Order „Gwiazda Przyjaźni między Narodami” (NRD, 1986)[2]